# Родон-2
Родон-2 е севернокорейска балистична ракета със среден обсег. Много малко детайли са известни относно точните характеристики на ракетата, и почти всички данни за нея се базират на изчисления. Не се знае дори кога е тествана ракетата за първи път, но най-вероятно първото ѝ изстрелване е било успешно. Родон-2 е едностепенна и носи една бойна глава с тегло до 1000 килограма. На практика обсегът ѝ от 2000 км може да се увеличи с намаляване на бойния капацитет. Максималното ѝ отклонение от целта се изчислява на 100 – 150 метра. Времето на изгаряне е около 175 секунди, а горивният поток най-вероятно възлиза на около 100 кг/секунда.  Ракетата може да пренася конвенционални, химически и биологични бойни глави, но не е известно дали това е възможно и с ядрени бойни глави.
В обсега ѝ са всички територии на Япония и Южна Корея, както части от Китай и Русия.
На 5 юли 2006 г. са тествани няколко ракети, от които две са Родон-2 и една – Тепходон-2. Изстрелването на двете такива ракети е успешно.